# Волтелина (Мачерата)
Волтелина је насеље у Италији у округу Мачерата, региону Марке.
Према процени из 2011. у насељу је живело 12 становника. Насеље се налази на надморској висини од 881 м.